# Freguesias e municípios de Macau
As freguesias e municípios de Macau eram as antigas divisões administrativas de Macau durante o período de administração portuguesa (terminada no ano de 1999).

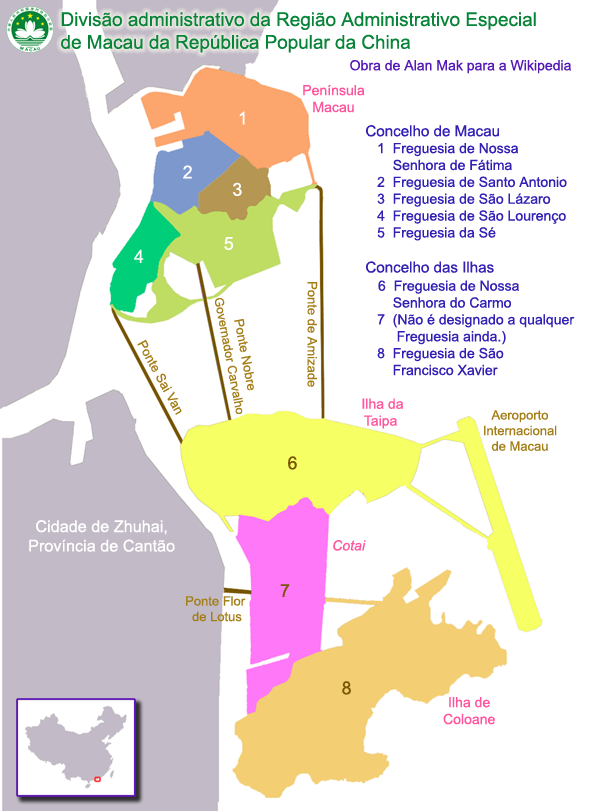
Actuais Freguesias de Macau. As Freguesias correspondentes aos números 1, 2, 3, 4 e 5 correspondiam ao Concelho de Macau. As Freguesias correspondentes aos números 6 e 8 correspondiam ao Concelho das Ilhas. A Freguesia correspondente ao número 7 não existia, pois é Cotai.

Esta antiga colónia portuguesa esteve dividida em dois municípios ou concelhos: o concelho de Macau e o concelho das Ilhas, que eram administrados por uma câmara municipal e supervisionados por uma assembleia municipal .
Por sua vez, o concelho de Macau, que abrange toda a Península de Macau, estava subdividida em cinco freguesias:
- Freguesia da Sé
- Freguesia de Nossa Senhora de Fátima
- Freguesia de Santo António
- Freguesia de São Lázaro
- Freguesia de São Lourenço

E o concelho das Ilhas , que abrange as ilhas da Taipa e Coloane, em duas freguesias:
- Freguesia de Nossa Senhora do Carmo (abrange toda a ilha de Taipa)
- Freguesia de São Francisco Xavier (abrange toda a ilha de Coloane)

As freguesias são as menores divisões administrativas de Portugal e do antigo Império Português. Elas eram a representação civil das antigas paróquias católicas, por isso muitas vezes o nome das freguesias e das paróquias de uma dada localidade são idênticas. Logo, o nome das divisões administrativas da Diocese de Macau foram também utilizados para designarem as 7 freguesias de Macau. Elas não têm quaisquer funções administrativas, sendo só reconhecidas pelo Governo como meras divisões simbólicas de Macau.
A região de Cotai ainda não foi designado a qualquer freguesia.
Porém, após a transferência de soberania de Macau para a República Popular da China (1999), o novo Governo da RAEM aboliu o concelho de Macau e o concelho das Ilhas, criando dois municípios provisórios: o "Município de Macau Provisório" e o "Município das Ilhas Provisório". Manteve também provisoriamente os órgãos municipais, reorganizando-os e retirando os seus poderes políticos. Estas estruturas administrativas reorganizadas passaram a tomar os nomes de, no caso das câmaras municipais, de "Câmara Municipal de Macau Provisória" e de "Câmara Municipal das Ilhas Provisória"; e no caso das assembleias municipais de "Assembleia Municipal de Macau Provisória" e de "Assembleia Municipal das Ilhas Provisória". . Mas, em 31 de Dezembro de 2001, os municípios provisórios e os seus respectivos órgãos municipais provisórios foram finalmente abolidos, dando lugar a um novo órgão administrativo, o Instituto para os Assuntos Cívicos e Municipais (IACM). O IACM está subordinado à Secretaria da Administração e Justiça.